# Josep Antoni de March i Virgili
Josep Antoni de March i Virgili (Reus, 20 de juliol de 1779 - Barcelona, 21 de març de 1849) va ser un militar, hisendat i comerciant català.
Era fill de Bonaventura de March i de Santgenís, comerciant reusenc i d'Isabel Virgili i Álvarez, filla de Josep Virgili i Llentisclar, hisendat de Vila-seca. Era net del comerciant ennoblit Salvador de March i Bellver. Els seus pares el van encaminar a la carrera militar i el 1809 estava incorporat al Regiment de Guàrdies Valons. Tenia una assistència mensual per part del seu pare de vuitanta lliures, que es reduiria a trenta quan fos oficial. Tenia dos germans més grans, Joan de March i Virgili i Joaquim de March i Virgili, però Bonaventura de March es va enemistar amb ells i els va excloure del testament. Bonaventura de March va morir el 1808. Josep Antoni de March va ser l'hereu de la fortuna familiar i va rebre la casa pairal, la casa March, al carrer de Sant Joan de Reus. Va participar activament a la Guerra del francès, sense destacar però en cap fet important. Les relacions de Josep Antoni amb la seva mare no van ser tan bones com les que havia tingut amb el pare. El 1814 va reclamar a la mare els divuit duros que el seu pare s'havia compromès a pagar-li mensualment el 1808 quan ingressà de cadet a l'exèrcit. La mare li va negar les mensualitats vençudes i les noves, ja que va considerar que no hi estava obligada perquè les rendes del marit procedien de l'usdefruit del patrimoni dels Virgili, i que com que havia mort, l'acord havia prescrit, ja que ella havia recuperat l'administració dels seus béns. A la fi van arribar a un acord, i el 1817 va rebre els diners que tenia establerts. Va donar-se de baixa de l'exèrcit i es va dedicar al comerç i exportació d'aiguardent i fruits secs, aprofitant els contactes que tenia de les antigues societats del seu pare, que havia seguit cultivant. Les relacions amb els germans també van ser difícils. Joan de March, el fill gran i hereu, havia heretat el títol de baró de la Torre d'en Dolça, i encara que va viure un temps amb Josep Antoni a la Casa March de Reus, aviat va anar a viure a Vila-seca, població de la qual va ser alcalde el 1824. Un altre germà més petit, Tomàs de March i Virgili, que també es va fer militar, era el preferit de la mare Isabel Virgili, i li administrava la fortuna familiar.
Josep Antoni de March va residir a la Casa March de Reus almenys fins al 1836, però després marxà a Barcelona, on el 1847 vivia a la fonda de Madrona Pedrós. Sembla que no es va casar i no va tenir descendència. Va morir a Barcelona el 1849 al carrer Xuclà, 3.